# María Luisa Beatriz López Gargallo
María Luisa Beatriz López Gargallo (Puebla de Zaragoza, 20 de junio de 1954) es una diplomática mexicana, ingresó al Servicio Exterior Mexicano (SEM) en 1976. Es Embajadora Extraordinaria y Plenipotenciaria de México ante Ucrania desde el año 2015. Es la segunda embajadora de México ante ese país después de Berenice Rendón Talavera. México estableció relaciones diplomáticas con Ucrania en 1992 y la Embajada se estableció en 2005. Ha recibido distinciones, tales como el Premio a los Mejores Estudiantes de México de parte del Presidente de México en 1976, así como el Premio a la Integridad en 2007 en la Secretaría de Relaciones Exteriores (SRE), por el éxito en la implementación del Programa de Repatriación Voluntaria al Interior llevado a cabo en Arizona.

## Biografía
María Luisa Beatriz López Gargallo nació el 20 de junio de 1954 en la ciudad de Puebla, México. Obtuvo la Licenciatura en Relaciones Internacionales por la Universidad de las Américas, A.C., y cursó el Diplomado en Estudios Latinoamericanos en el Centro de Investigación y Docencia Económicas (CIDE) de la Ciudad de México. Es egresada de la generación de la Rama Diplomático-Consular de 1976 del SEM. Ascendió al rango de embajadora en el año 2008.
La Embajadora López Gargallo cuenta con experiencia en la SRE. En su trayectoria ha ocupado cargos principalmente en los ámbitos consular y bilateral. Además, se ha desempeñado tanto en oficinas centrales de la Secretaría como Delegada en la Delegación Iztacalco en la Ciudad de México.
Entre las comisiones que ha tenido en el extranjero se encuentran: Embajadora en Australia, Cónsul General en Nogales, Arizona, Cónsul de México en San Pedro Sula, Honduras, Jefa de Cancillería en la República Helénica. En la Secretaría de Relaciones Exteriores ocupó los cargos de Directora Técnica para América Latina, Subdirectora para la Organización de Estados Americanos y Jefa del Departamento de Japón y Corea del Sur, entre otros.

## Vida académica
Estudió la Licenciatura en Relaciones Internacionales, en la Universidad de las Américas A.C. en 1976. Cursó el Diplomado en Política en América Latina en el Centro de Investigación y Docencia Económicas (CIDE) de la Ciudad de México en el año 1993.

## Carrera diplomática
Ingresó al Servicio Exterior Mexicano el 16 de septiembre de 1976 y ha desempeñado los siguientes cargos:
- Entre 1976 y 1979 estuvo adscrita al Consulado de México en Denver, Colorado, con el rango de Vicecónsul.
- De 1980 a 1984 se desempeñó como Jefa de Departamento en la Dirección General de Protección.
- Entre 1984 y 1987 se desempeñó como Jefa de Departamento de Japón y la República de Corea en la Dirección General para África, Asia y Oceanía.
- En 1987 fue nombrada Cónsul Adscrita en el Consulado General de México en El Paso, Texas, cargo en el que permaneció hasta 1990.
- En 1991 se desempeñó como Subdirectora para la Organización de Estados Americanos (OEA) en la Dirección General de Organismos Regionales Americanos y durante ese mismo año participó como Jefa de Enlaces en la Primera Cumbre Iberoamericana celebrada en Guadalajara, Jalisco.
- En 1992 se desempeñó como Directora Técnica en la Dirección General para la América Latina.
- En 1993 se le nombró Cónsul en el Consulado General de México en San Diego, California, y a partir de 1995 como Titular del Consulado de México en San Pedro Sula, Honduras.
- En 1998 fue comisionada como Jefa de Cancillería en la Embajada de México en la República Helénica y en el 2000 como Delegada de la Secretaría de Relaciones Exteriores en la Delegación Iztacalco, en el Distrito Federal.
- En agosto de 2001 se le comisionó con el cargo de Cónsul Alterna en Houston, Texas. Del 29 de abril de 2004 al 25 de abril de 2005 fungió como Cónsul Encargada de dicho Consulado General.
- En mayo de 2005 tomó posesión como Cónsul General de México en Nogales, Arizona, donde coordinó el Programa de Repatriación Voluntaria al Interior de 2005 al 2009.
- De 2010 a 2014 se desempeñó como Embajadora Extraordinaria y Plenipotenciaria de México en la Comunidad de Australia, concurrente ante el Estado Independiente de Papúa Nueva Guinea, la República de las Islas Fiji, las Islas Salomón y la República de Vanuatu.[2]
- A partir del 9 de febrero del año 2015 se desempeña como Embajadora de México en Ucrania, presentando cartas credenciales en mayo del mismo año.

## Premios y reconocimientos
A lo largo de su trayectoria, López Gargallo ha recibido distinciones como el Premio a los Mejores Estudiantes de México por parte del presidente de México en 1976; la Condecoración por 25 años de Servicio en la Secretaría de Relaciones Exteriores en 2002, y el Premio a la Integridad en 2007 en la misma dependencia, por la exitosa implementación del Programa de Repatriación Voluntaria al Interior llevado a cabo en Nogales, Arizona.